# Ipoella wallacei
Ipoella wallacei är en insektsart som beskrevs av Evans 1973. Ipoella wallacei ingår i släktet Ipoella och familjen dvärgstritar. Inga underarter finns listade i Catalogue of Life.